# جاش میر (بازیگر)
جاش میر (به انگلیسی: Josh Meyers) (زاده ۸ ژانویهٔ ۱۹۷۶) بازیگر، کمدین آمریکایی است.
از فیلم‌های معروف او می‌توان به بازی در شاگرد اول اشاره کرد.